# Église de Lye
L'église de Lye (en suédois : Lye kyrka) est un édifice religieux médiéval situé sur l'île de Gotland, en Suède. Cette église protestante luthérienne relève du diocèse de Visby. 
Les parties les plus anciennes de l'église remontent au dernier quart du XIIe siècle, et la dernière adjonction majeure est le chancel, construit durant le second quart du XIVe siècle par un atelier connu sous le nom de convention d'Egypticus. Cet atelier est également responsable de la construction du plus grand des portails de l'église, lequel est orné de sculptures gothiques en pierre. Le portail de la tour abrite des sculptures attribuées à l'artiste roman Sigraf.
L'église de Lye recèle le plus important ensemble de vitraux médiévaux conservés dans les pays nordiques. Son intérieur est également paré de peintures murales médiévales, mises au jour dans les années 1950. Le retable date de 1496, et l'église abrite également une croix triomphale de la même période.

## Emplacement
L’église de Lye se trouve à environ 300 mètres au sud de la route principale reliant Hemse à Ljugarn, dans le sud-est de Gotland. Elle s’élève au centre de son ancien cimetière. Un muret en pierre de faible hauteur (entre 80 et 130 centimètres), édifié entre 1765 et 1793 pour remplacer une ancienne clôture en bois, en délimite les côtés sud, est et ouest. La partie nord du mur, partiellement détruite, s’ouvre sur une extension plus récente du cimetière, aménagée en 1944 au nord de l’enclos d’origine. Le cimetière compte quatre entrées. L’ancienne limite nord est encore marquée par un alignement de frênes communs, tandis que la partie plus récente est bordée sur ses quatre côtés de tilleuls à petites feuilles. Un petit bâtiment de stockage, construit avant 1846, se dresse dans l’angle nord-ouest de l’ancien cimetière.

## Historique de l'édification de l'église

### Construction
L’église de Lye est construite au cours du Moyen Âge. Depuis le XIVe siècle, elle ne subit aucune modification majeure,.
La nef, la partie la plus ancienne de l’église, est probablement construite au cours du dernier quart du XIIe siècle, dans un style roman,. La tour est érigée durant la première moitié du XIIIe siècle,. Lors de sa construction, le mur ouest de la nef est démoli afin d’intégrer la tour à l’ensemble de l’édifice. La différence de structure entre les bases de la tour et du mur nord de la nef indique encore aujourd’hui l’emplacement de cette rupture,. Le chancel gothique et la sacristie, qui datent du second quart du XIVe siècle, remplacent un chancel plus ancien, édifié en même temps que la nef. Ces éléments sont l’œuvre d’un atelier actif sur Gotland, désigné sous le nom de convention  « Egypticus »,. Le portail de l’ancien chancel a été démonté, puis remonté à son emplacement actuel, où il forme désormais l’entrée nord de la nef. Il est probable que la reconstruction de la nef ait également été envisagée, mais ce projet ne voit jamais le jour. Les murs reliant le chœur à la nef restent ceux, provisoires, érigés dans cette perspective : des parois fines, sans soubassement marqué, témoins d’une transformation interrompue,,.

### Modifications ultérieures

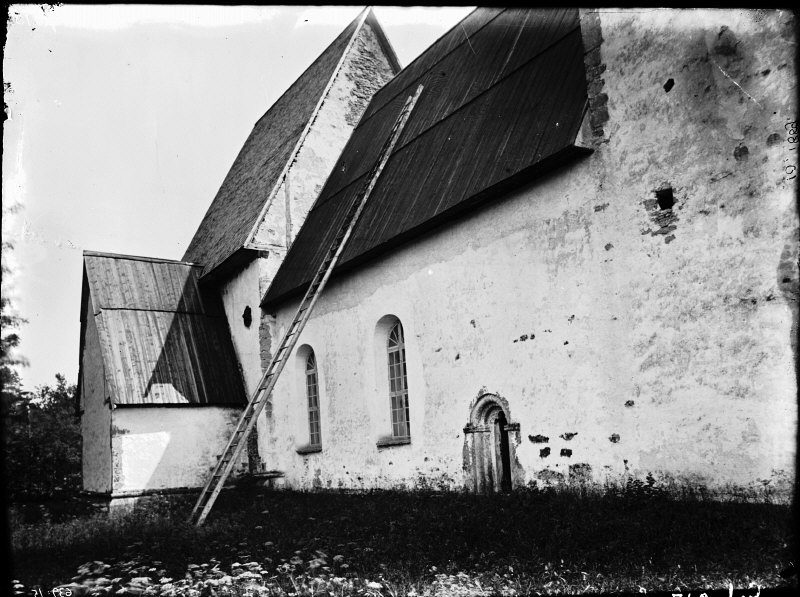
L'église de Lye, façade nord. Photographie de 1909.

Le plafond en bois orné, toujours visible, date du XVIIIe siècle. Les trois fenêtres de la nef, probablement installées dans les années 1850, remplacent d’anciennes ouvertures beaucoup plus petites,. Une importante campagne de rénovation de l’intérieur de l’église est menée en 1891 : les sols du chancel et de la nef sont refaits, les bancs remplacés, tout comme la clôture d'autel et la façade de l’orgue. Un système de chauffage central est installé en 1932. En 1939, le toit de la tour, qui subsiste encore, est mis en place ; il s’inspire d’un modèle antérieur, sans doute conçu en 1779 par l’architecte Olof Tempelman. Les plans de Tempelman ont été probablement réalisés par le constructeur Hans Hesselby, qui a édifié également le toit de la tour de l’église d’Ala en 1780. Ce toit plus ancien est similaire à ceux des églises de Garde ou de Burs. Une nouvelle restauration d’envergure est entreprise entre 1954 et 1955, sous la direction des architectes Erik Fant et Olle Karth. La principale modification structurelle consistait à rehausser les murs de la nef d’environ un mètre, afin de dégager la partie supérieure de l’arc reliant le chancel à la nef, et de permettre l’installation d’un plafond moderne et ignifuge au-dessus du plafond en bois d’origine. En même temps, les murs de la nef et du chancel sont nettoyés, révélant des peintures murales médiévales dissimulées sous des couches de chaux. Les peintures du XVIIIe siècle sont en revanche supprimées, et une partie du mobilier liturgique est restaurée. L’extérieur de l’église fait l’objet d’une dernière rénovation en 1968, date à laquelle les toitures actuellement visibles sont installées.

## Architecture

### Extérieur
Les murs de l’église de Lye sont principalement construits en calcaire gris à texture tufacée, et blanchis à la chaux à l’extérieur. Quelques éléments, tels que certaines moulures ou encadrements, sont réalisés en brique ou en calcaire d’une teinte différente. Les portails, les soubassements ainsi que les appuis de certaines fenêtres sont en pierre de taille, tout comme les angles du chancel et de la tour. Dans ses grandes lignes, la nef et la tour relèvent du style roman, tandis que le chancel, plus tardif, adopte une architecture gothique. L’aspect disproportionné de l’édifice s’explique par le fait que la reconstruction entamée au Moyen Âge n’a jamais été achevée : le chancel, plus vaste et plus récent, domine ainsi visuellement l’extrémité est de l’église. Cette silhouette particulière, que l’on retrouve sur d’autres églises de Gotland, est souvent comparée à celle d’une selle de bât.
La tour constitue la partie romane la mieux conservée de l’église. Sur les faces nord et sud du premier niveau, des galeries sont accessibles depuis l’intérieur de la tour ; chacune présente deux ouvertures en arc en plein cintre, séparées par une petite colonne centrale. Les archivoltes extérieures de ces ouvertures alternent calcaire et brique, un choix de matériaux peu courant sur l’île de Gotland à l’époque médiévale. L’étage supérieur abrite la cloche de l’église, fondue à Stockholm en 1650. Chaque face de la tour carrée est percée de trois baies destinées à la diffusion du son ; elles sont toutes en arc en plein cintre et chacune est divisée en deux par une colonne centrale en bois.

#### Portails
L’église possède quatre portails d’entrée. Trois d’entre eux relèvent du style roman : l’entrée ouest située à la base de la tour, l’entrée nord de la nef et l’entrée sud de la nef. Le portail du chancel, plus imposant, se distingue par une ornementation beaucoup plus riche. 
Le portail de la tour présente une arc extérieure en plein cintre, composée d’un jeu d’alternance entre calcaire rouge et calcaire gris, alors que l’arc intérieur est réalisé en calcaire gris grossièrement taillé. Dans le montant sud du portail est encastré un conteneur en pierre sculptée, dont l’usage initial pourrait avoir été celui d’un sarcophage ou d’une châsse, avant d’être réemployé comme matériau de construction. L’objet a été sommairement retaillé pour s’intégrer à la maçonnerie. Les faces visibles sont ornées de figures en bas-relief : le petit côté tourné vers la porte montre la Vierge en majesté, assise sur un trône, tandis que la face longue tournée vers l’extérieur illustre une suite de scènes interprétées, de gauche à droite, comme deux créatures fabuleuses en train de s’affronter, deux dragons — ou peut-être un dragon bicéphale —, un guerrier en armure portant des armes, et un cheval. Selon certaines hypothèses, l’ensemble représenterait l’épisode légendaire dans lequel Siegfried terrasse le dragon Fáfnir. Ces reliefs, datés du XIIe siècle, sont attribués à l’artiste ou atelier roman connu sous le nom de Sigraf (actif vers 1175–1210),,,.
Le portail nord de la nef constitue l’accès le plus étroit de l’église. Son ouverture en arc en plein cintre est formée de blocs alternés de calcaire et de grès. Il ne semble pas occuper son emplacement d’origine et pourrait avoir été déplacé, au cours du Moyen Âge, depuis l’ancien chancel aujourd’hui disparu jusqu’à sa position actuelle. 
Le portail sud de la nef est constitué d’un calcaire alternant les teintes rouge et grise. Sa partie intérieure se compose de deux piliers à chapiteaux cubiques convexes, supportant un arc en plein cintre. 
Le portail du chancel, de style gothique, est le plus imposant des accès de l’édifice. Il présente une décoration relativement riche : un arc brisé surmonté d’un gable en calcaire gris et rouge. Le tympan est orné de fleurs sculptées, tandis que les chapiteaux des colonnes engagées accueillent un ensemble de sculptures illustrant des épisodes de l’enfance du Christ. Les chapiteaux est figurent, de gauche à droite, l’Annonciation, la Visitation, la Nativité et l’annonce aux bergers tandis que ceux du côté ouest représentent l’Adoration des mages et le massacre des Innocents. Le gable, au-dessus du portail, montre le Christ en majesté, trônant, la main droite levée dans un geste de bénédiction et la main gauche posée sur un livre. Les sculptures sont bien conservées et certaines figures conservent encore des traces, bien que ténues, de leur polychromie d’origine, notamment du noir, du rouge et du vert,. Le style de ces œuvres présente plusieurs affinités avec celui des sculptures de l’église de Norrlanda, et elles sont souvent considérées comme parmi les plus beaux exemples de l’art du sculpteur roman connu sous le nom d’Egypticus,.

### Intérieur
L’intérieur de l’église se divise en trois pièces principales, auxquelles s’ajoute la sacristie. La pièce la plus à l'ouest correspond au rez-de-chaussée de la tour : il s’agit d’une vaste salle voûtée, ouverte sur la nef par un large arc. La nef, de plan rectangulaire, présente un plafond plat en bois. 

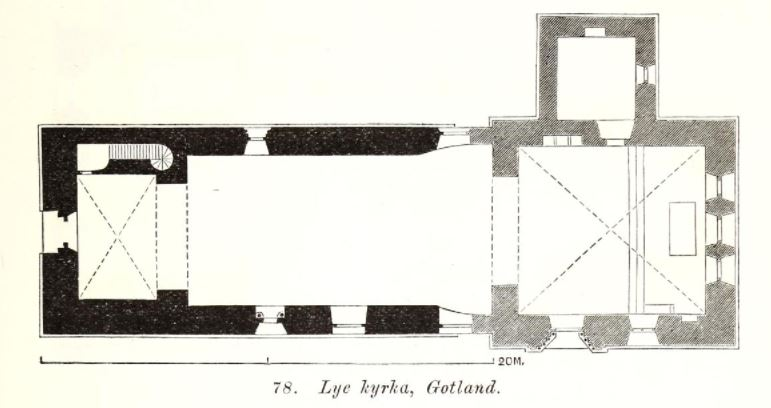
Plan du sol.

Le chancel, relativement spacieux et élevé, ne comporte pas d’aside et se distingue par son plafond voûté. Un arc brisé en calcaire marque la transition entre la nef et le chancel. Le plafond de la sacristie repose sur une voûte d'arêtes. Trois niches s’ouvrent dans les murs du chancel. Deux se trouvent dans le mur nord : l’une, vraisemblablement un tabernacle médiéval, conserve encore ses portes d’origine, encadrée de deux chapiteaux en calcaire scellés dans la maçonnerie, probablement dus au sculpteur Egypticus. L’autre niche, également située sur le mur nord, se divise en trois compartiments ; ses portes remontent vraisemblablement à la restauration menée en 1891. Sur ce même mur s’ouvre l’entrée de la sacristie, encadrée par un portail en calcaire de forme trilobée, d’une grande simplicité. Le sol de l’église renferme plusieurs pierres tombales médiévales, dont celle d’un habitant local nommé Jakob. Selon l’inscription, il meurt en 1449, atteint par un boulet de canon alors qu’il prennait part au siège du château de Visborg, tenu par Éric de Poméranie, dans les environs de Visby. Les murs de l’édifice présentent également de nombreuses gravures historiques, réalisées directement dans la pierre. Certaines sont figuratives : on y reconnaît notamment un labyrinthe de type Troy Town ainsi que des navires du XVe siècle. Une quarantaine d’inscriptions uniques y ont également été relevées. En 2018, une nouvelle inscription runique, jusqu’alors inconnue, est mise au jour dans l’église ; bien que son sens reste incertain, elle pourrait constituer un juron.

#### Peintures murales
L’intérieur de l’église de Lye abrite un ensemble de peintures murales médiévales, réparties en trois grandes phases de réalisation. Recouvertes de badigeon au XVIIIe siècle, ces fresques sont redécouvertes et restaurées lors des travaux de rénovation entrepris dans les années 1950. Le premier ensemble, datant d’environ 1350, décore la voûte du chancel et le mur nord, avec de grandes figures peintes ; il est enrichi, sur ce même mur, de fresques ajoutées au XVe siècle. Le deuxième ensemble, réalisé vers 1450, recouvre les murs de la nef et du chancel. Il représente la Passion du Christ, des scènes issues de légendes hagiographiques, ainsi que des figures de saints isolés, toutes encadrées de motifs architecturaux peints. Ces œuvres sont attribuées au Passionsmästaren (Maître de la Passion) ou à son atelier,,. Le troisième ensemble, plus tardif, remonte au second quart du XVIe siècle et comprend deux scènes figurant sur le mur sud de la nef. Les peintures murales de cette époque est rares sur l’île de Gotland.

#### Vitraux

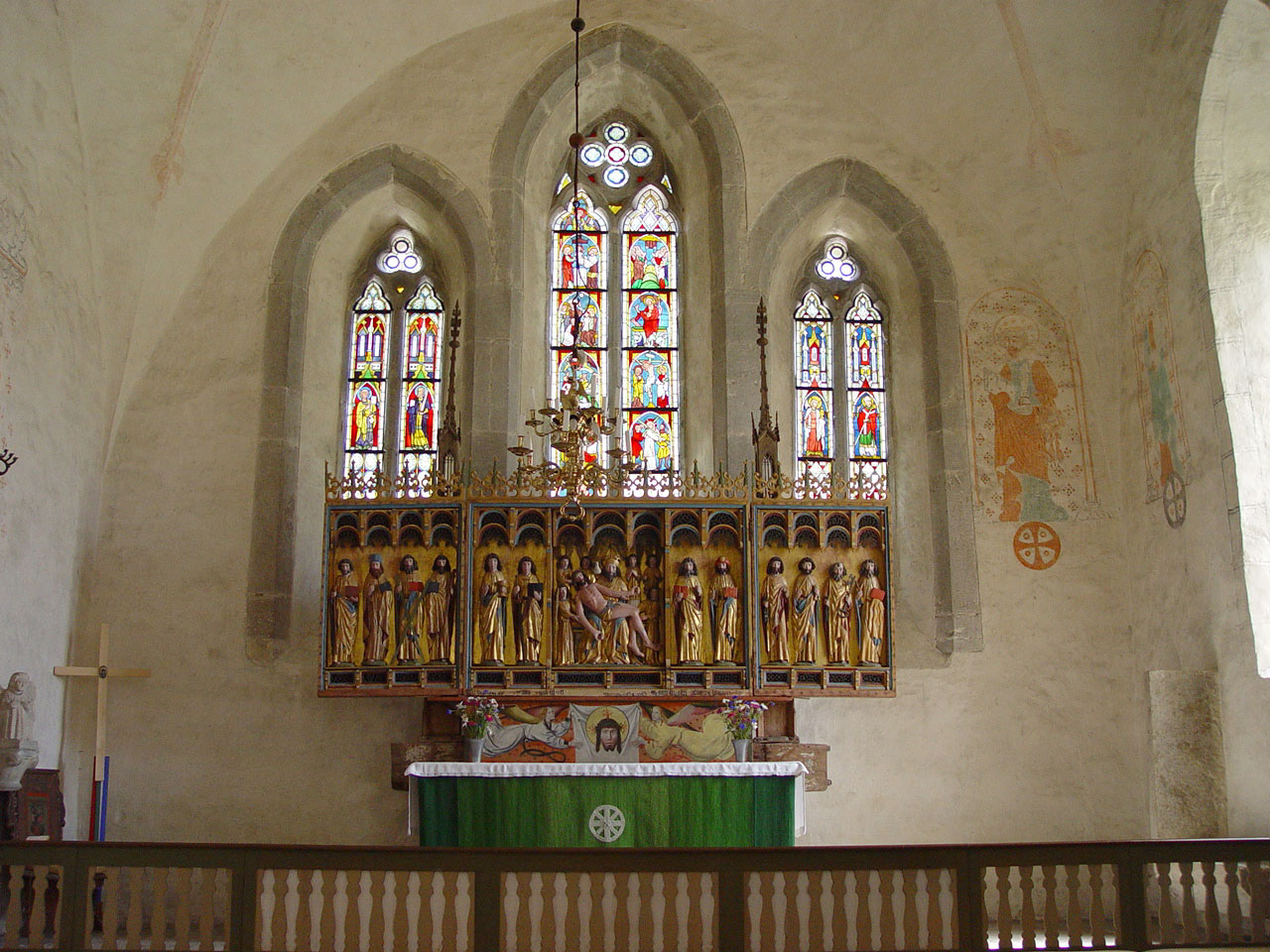
Vue du chancel, mettant en valeur les vitraux et le retable.

L’église de Lye abrite le plus important ensemble de vitraux médiévaux conservés dans les pays nordiques,,. Parmi les mieux préservés de la région, ces vitraux se distinguent également par la finesse de leur exécution. Ils sont situés dans les fenêtres est et sud du chancel et datent tous de la période de construction de cette partie de l’édifice. L’ensemble se compose de quinze panneaux à scènes figuratives, de quatre à motifs architecturaux et de quinze autres ornés de feuillages décoratifs, tous datant de la période de construction du chancel. La fenêtre centrale du mur est illustre la vie du Christ : la moitié nord présente des épisodes de son enfance jusqu’à la Présentation au Temple, tandis que la moitié sud retrace la Passion, jusqu’à l’Ascension. Les deux fenêtres latérales qui l’encadrent, ainsi que celle du mur sud du chancel, montrent des représentations de saints isolés et des panneaux purement décoratifs.
Les vitraux présentent un style gothique marqué, avec des personnages fins et élégants, vêtus d’habits amples, et aux cheveux et barbes bouclés. L’ensemble reste léger et clair, avec peu de superpositions entre les différents éléments. Les couleurs dominantes sont le bleu du fond et les bandes rouges qui séparent les figures, alors que les vitraux affichent des teintes plus douces et plus froides que ceux réalisés auparavant à Gotland,. L’historien de l’art Johnny Roosval décrit l’effet d’ensemble comme « un encens pour les yeux ».
Selon les historiens de l'art, ces vitraux auraient été réalisés dans un atelier actif à Visby. Pour Roosval, leur style s’inspire surtout du gothique anglais, tandis qu’Aron Andersson estime qu’ils sont plutôt influencés par l’art du nord de l’Allemagne.

## Mobilier liturgique

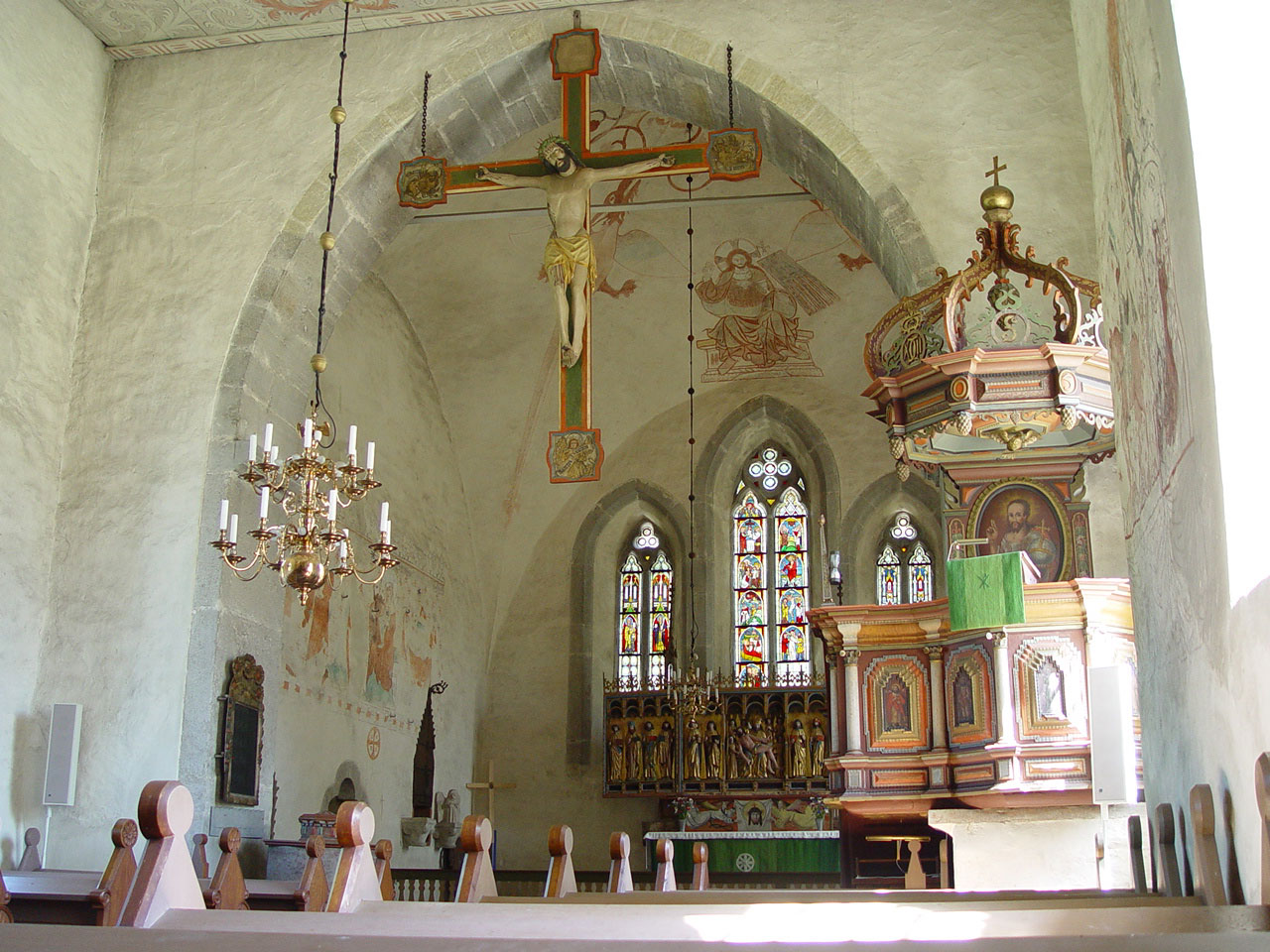
Vue vers le chancel : à droite se trouve la chaire, tandis que la croix triomphale est suspendue dans l’arc. On aperçoit également le retable, les vitraux et le tabernacle médiéval intégré dans le mur.

Le retable porte une inscription en latin qui explique qu’il a été offert à l’église en 1496 par un paysan nommé Jon, habitant la paroisse. Il est fabriqué en chêne peint et doré, avec un panneau central entouré de pinacles et deux volets latéraux. La partie centrale montre une sculpture de Dieu le Père tenant dans ses bras le Christ mort, entouré d’anges. Douze petites statuettes représentant les apôtres viennent compléter cette scène. L’extérieur des volets, très abîmé, conserve des peintures des saints Olaf, Laurent, Jean-Baptiste et Étienne. Enfin, la base du retable, appelée prédelle, est décorée d’une peinture illustrant le Voile de Véronique.
La croix suspendue sous l’arc du chancel date de la fin du XVe siècle et pourrait avoir été réalisée par le même artiste que le retable. Elle montre le Christ en croix, avec des cheveux et une barbe noirs, portant une couronne d’épines verte, et mesure environ 3,5 mètres de haut. Le bénitier, taillé dans un calcaire simple et sans décor, remonte au milieu du XIIIe siècle,. La chaire porte la date de 1705 ainsi que le monogramme du roi Charles XII de Suède. Elle est peinte en 1726 avec des images des quatre évangélistes et des apôtres Jacques et Pierre. 
Quatre objets médiévaux provenant de l’église de Lye sont conservés au musée historique de Stockholm. Deux d’entre eux sont d’anciens retables, tous deux abîmés, dont l’un représente les révélations de sainte Brigitte de Suède. Les deux autres pièces sont une croix processionnelle en émail de Limoges datant du XIIIe siècle et une figure de Jésus-Christ en cuivre recouverte d’émail doré de Limoges.

## Usage et statut patrimonial
Lieu de culte actif, l’église de Lye dépend de la paroisse de Garde, qui se trouve dans le district de Sudertredingen, lui-même rattaché au diocèse de Visby, au sein de l’Église de Suède. Ce bâtiment religieux est enregistré comme monument historique sous le numéro 21300000002810 (sous-numéro : 21400000444058) dans la base de données de la Direction nationale du patrimoine de Suède. En 2019, l’église de Lye fait partie des 56 premiers monuments culturels de Gotland et de toute la Suède à recevoir officiellement le blason bleu et blanc de la Convention de La Haye, qui protège les biens culturels en cas de guerre.